# Tapeinoglossum
Tapeinoglossum es un género que tiene asignadas unas dos especies de orquídeas,  de la subtribu Bulbophyllinae de la  familia (Orchidaceae). 

## Especies seleccionadas
- Tapeinoglossum centrosemiflorum
- Tapeinoglossum nannodes